# Segment (mecànica)

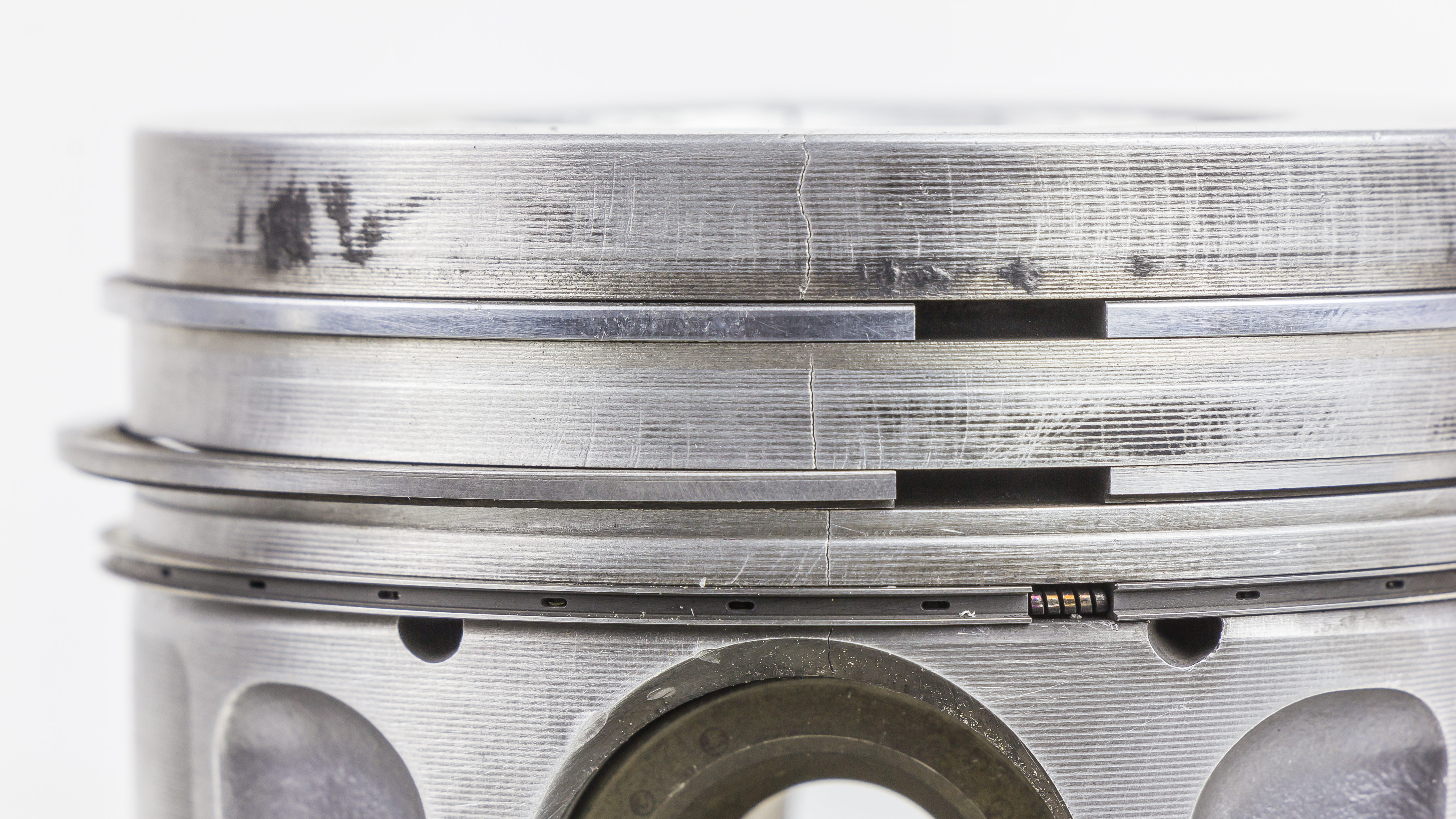
Parell de segments muntats en un pistó de 47mm de diàmetre pertanyent a un motor de cicle de dos temps d'una escúter.

Un segment, cèrcol de pistó o anell de pistó és un cèrcol de metall amb una obertura que calça en una ranura que recorre la superfície exterior d'un pistó en un motor alternatiu tal com un motor de combustió interna o una màquina de vapor.

## Funcions

Configuracions d'anells de pistó: A) Secció rectangular
B) Cara de canó C) clau de volta
D) Torsió torsional E) Cara afilada
F) Dics Que també difereixen pel tipus de banda de retenció:
Y) Darrere de la banda X) Per sobre o per sota de la banda
O per als extrems que funcionen sense parades fermes: K) Pas
J) Oblic W) Oblic amb pas

Les tres funcions principals dels segments en motors amb moviment recíproc són:
- Segellar de la cambra de combustió de manera que hi hagi una pèrdua mínima de gasos al càrter del cigonyal.
- Millora la transferència de calor del pistó a la paret del cilindre.
- Mantenir la quantitat adequada d'oli entre el pistó i la paret del cilindre
- Regular el consum d'oli del motor, rascant l'oli des de les parets del cilindre cap al carter.[3]

La folgança entre el cèrcol del pistó i el forat del cilindre és d'unes poques mil·lèsimes de metro.

## Disseny
Els anells de pistó estan dissenyats per segellar l'espai entre el pistó i la paret del cilindre. Si aquest espai fos massa petit, l'expansió tèrmica del pistó podria fer que el pistó s'enganxès al cilindre, causant greus danys al motor. D'altra banda, un gran espai provocaria un segellat insuficient dels anells del pistó contra les parets del cilindre, donant lloc a un excés de blow-by (gasos de combustió que entren al cárter) i menys pressió dins del cilindre, reduint la potència del motor.
El moviment de lliscament de l'anell del pistó dins de la paret del cilindre provoca pèrdues per fricció del motor. La fricció causada pels anells del pistó és aproximadament el 24% de les pèrdues totals per fricció mecànica del motor. El disseny dels anells del pistó és, per tant, un compromís entre minimitzar la fricció alhora que s'aconsegueix un bon segellat i una vida útil acceptable.
També es mouen anells per augmentar la força de contacte i per mantenir un segellat acurat. La força de la molla ve proporcionada per la rigidesa de l'anell mateix o per una molla separada darrere de l'anell de segellat.

És important que els anells flotin lliurement a les seves ranures dins del pistó, de manera que puguin mantenir-se en contacte amb el cilindre. Els anells que s'uneixen al pistó, generalment a causa de l'acumulació de productes de combustió o d'una ruptura de l'oli lubricant, poden causar avaria del motor i és una causa comuna de fallada per als motors dièsel.

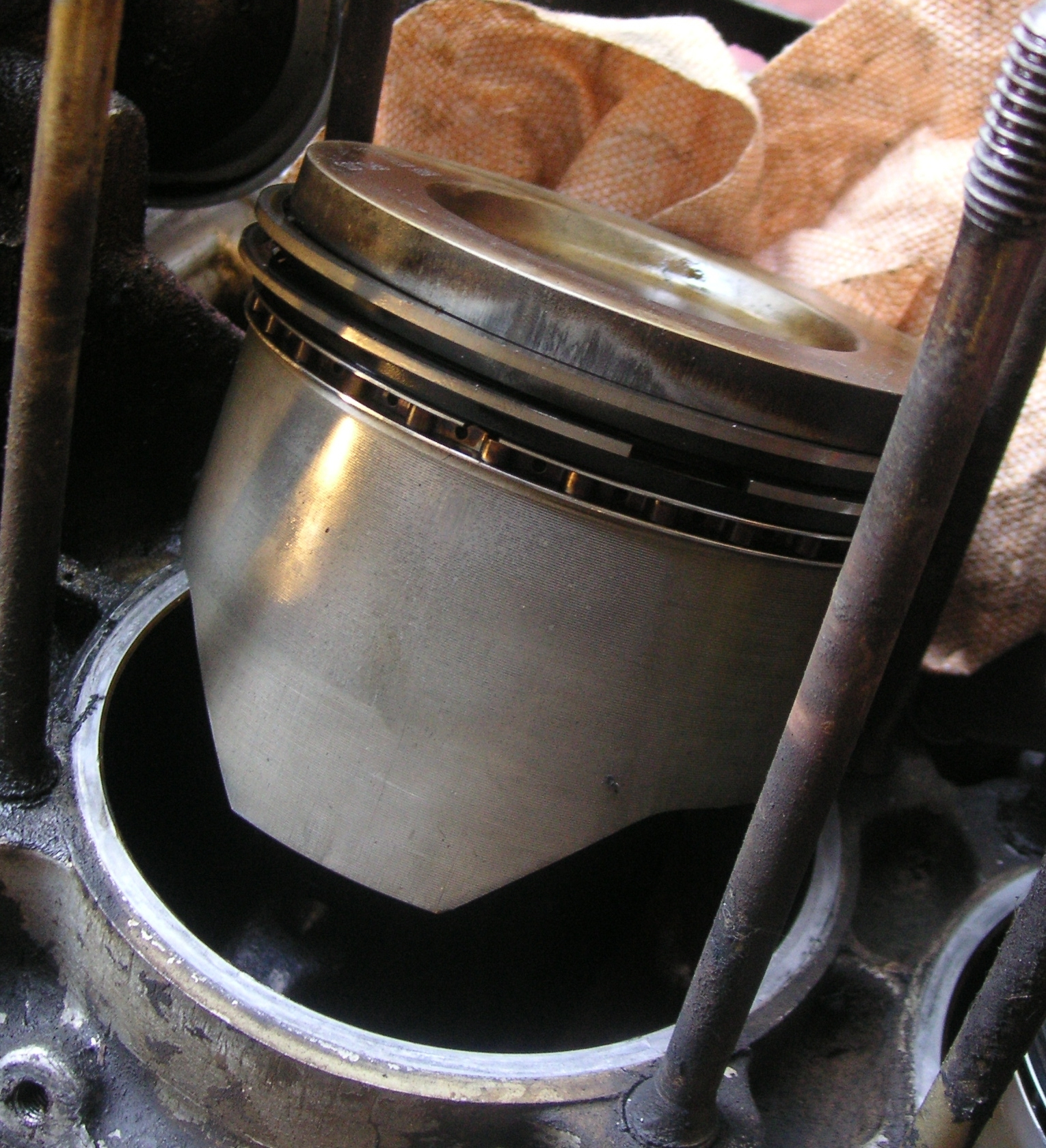
Segments amb ressort de compressió.